# Albero di Natale in alluminio

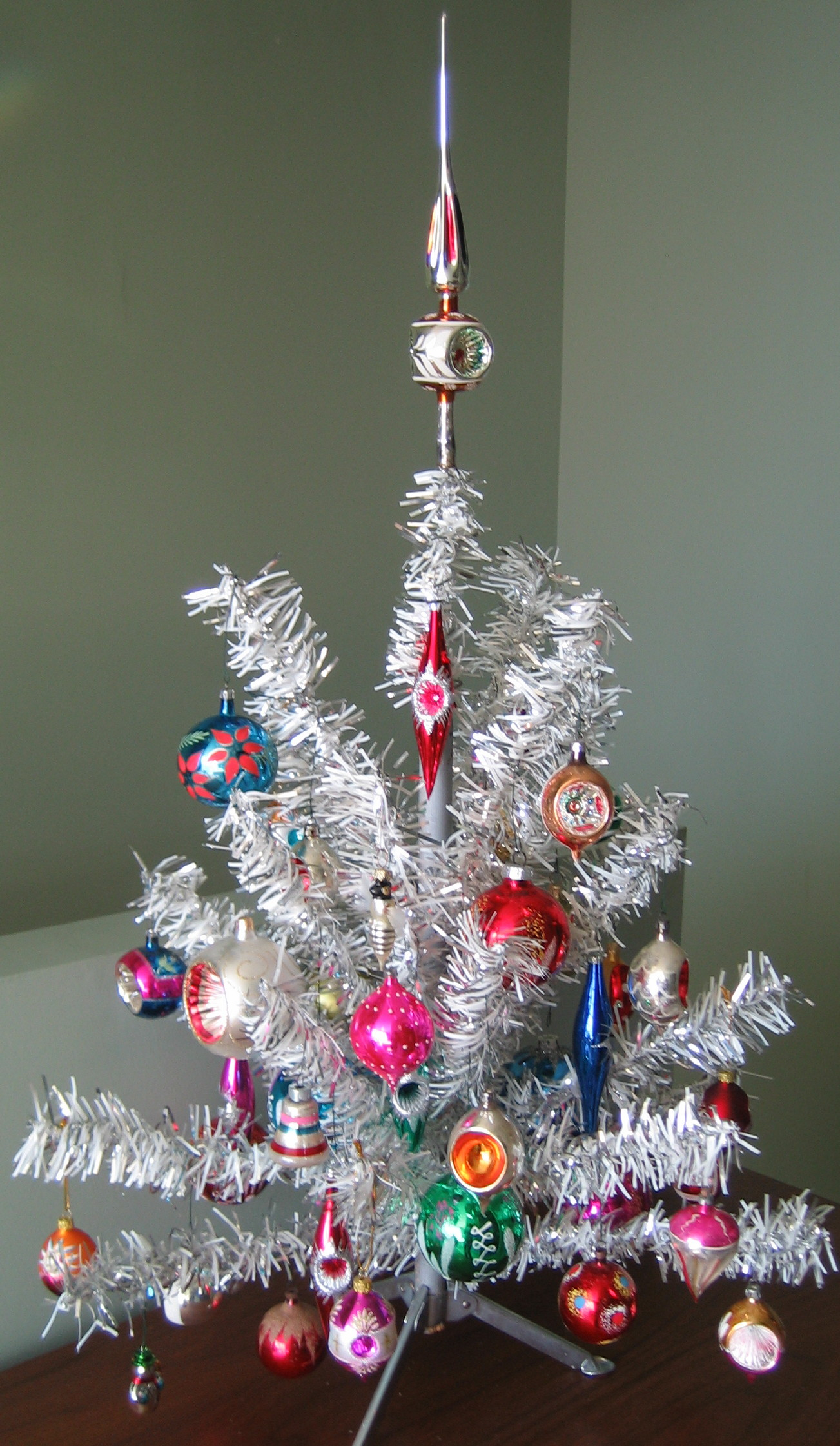
Un albero di Natale in alluminio d'epoca

Un albero di Natale in alluminio è un tipo di albero di Natale artificiale che fu popolare negli Stati Uniti d'America dal 1958 fino a circa la metà degli anni 1960. Come suggerisce il suo nome, l'albero è fatto di alluminio, dotato di aghi di carta stagnola e illuminazione dal basso attraverso una ruota a colori rotante. L'albero di Natale in alluminio fu usato come simbolo della commercializzazione del Natale nell'acclamatissimo e fortunatissimo speciale televisivo del 1965, Un Natale da Charlie Brown, che screditava la sua adeguatezza come decorazione natalizia. Verso la metà degli anni 2000 gli alberi in alluminio hanno trovato un mercato secondario sul web, spesso raggiungendo considerevoli quotazioni nelle aste online e iniziando ad apparire anche in collezioni di musei.

## Storia

### Fabbricazione
Si è detto che gli alberi in alluminio siano stati i primi alberi di natale artificiali che non fossero di colore verde. È più accurato dire che gli alberi di Natale in alluminio furono i primi alberi di Natale non verdi ad avere successo commerciale su vasta scala. Molto prima che gli alberi di Natale in alluminio fossero disponibili commercialmente almeno entro la fine dell'Ottocento, "alberi di Natale" bianchi erano fatti in casa avvolgendo strisce di imbottitura di cotone intorno ai rami senza foglie, facendo quelli che sembravano essere alberi carichi di neve che rimanevano bianchi dentro casa. Questi alberi non verdi facevano figure perfette per gli addobbi e non facevano cadere aghi. Dopo Natale, il cotone veniva srotolato e riposto con gli addobbi per l'anno successivo mentre i rami erano bruciati o altrimenti scartati. Gli alberi imbottiti di bioccoli, veri o artificiali, ai quali si applicava l'imbottitura, diventarono di moda tra i ricchi durante gli anni 1930 e sono disponibili commercialmente da allora. Un numero di Popular Science del 1937 raccomandava di spruzzare vernice di alluminio usando una pistola a spruzzo per ricoprire gli alberi di Natale facendo sembrare come se fossero "forgiati con argento fuso".
Gli alberi di Natale in alluminio furono fabbricati per la prima volta a un certo punto intorno al 1955, rimasero popolari durante gli anni 1960 e furono fabbricati durante gli anni 1970. Gli alberi furono fabbricati per la prima volta dalla Modern Coatings, Inc. di Chicago. Tra il 1959 e il 1969, il grosso degli alberi di Natale in alluminio furono prodotti a Manitowoc (Wisconsin), dall'Aluminum Specialty Company; in quel decennio l'azienda produsse più di un milione di alberi in alluminio. Al tempo in cui erano prodotti a Manitowoc gli alberi, incluso l'"Evergleam", il prodotto di punta dell'azienda, erano venduti al dettaglio per 25 dollari e all'ingrosso per 11,25 dollari.

### Popolarità

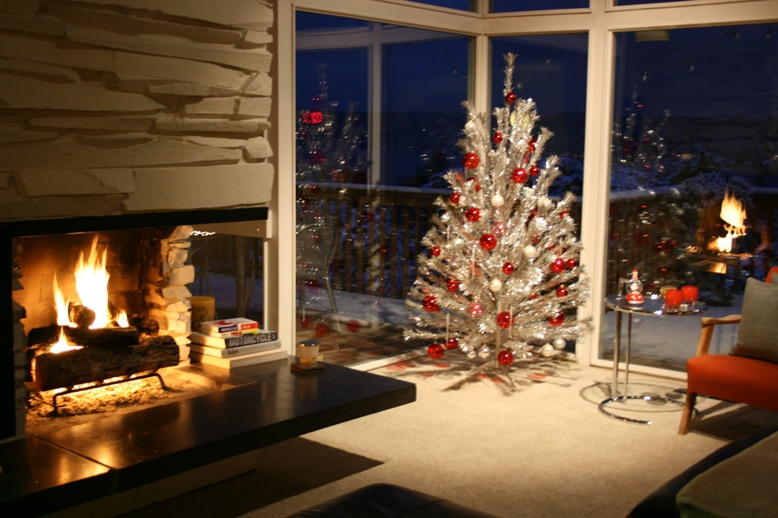
Un albero di Natale in alluminio in mostra nello stato di Washington

Durante gli anni 1960, l'albero di Natale in alluminio godette del suo periodo più popolare di uso. Quando passò la metà degli anni 1960, l'albero di Natale in alluminio cominciò a perdere di favore, con molti che venivano buttati via o relegati nelle cantine e nelle soffitte. Si è attribuito alla messa in onda di Un Natale da Charlie Brown nel 1965 il merito di aver posto fine all'era dell'albero in alluminio, ed entro il 1967 il loro tempo era quasi completamente passato.
Al culmine della popolarità dell'albero di alluminio, gli alberi erano venduti nel catalogo postale della Sears. L'annuncio di vendita della Sears osservava:
(Sears, Christmas Book 1963)

### Ritorno alla ribalta

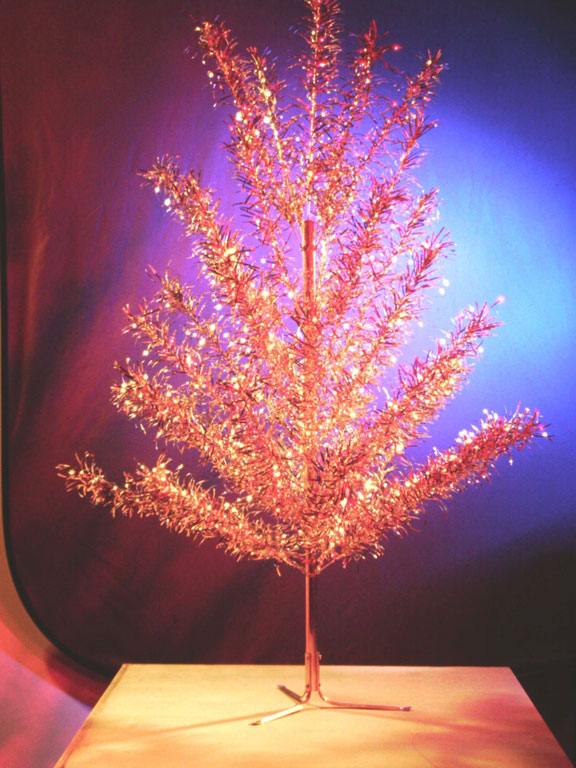
Albero degli anni 1960 nella collezione del Museo dei bambini di Indianapolis

Sino al 1989, non era raro trovare alberi di Natale in alluminio in vendita nelle vendite in garage o nelle vendite all'asta per appena 25 centesimi. Negli anni recenti l'albero di Natale in alluminio ha visto un ritorno di popolarità. I collezionisti hanno cominciato a comprare e a vendere gli alberi, specialmente sui siti di aste online. Un raro albero di Natale in alluminio rosa alto 7 piedi (2,10 metri) fu venduto su Internet per 3.600 dollari nel 2005.

## Progettazione

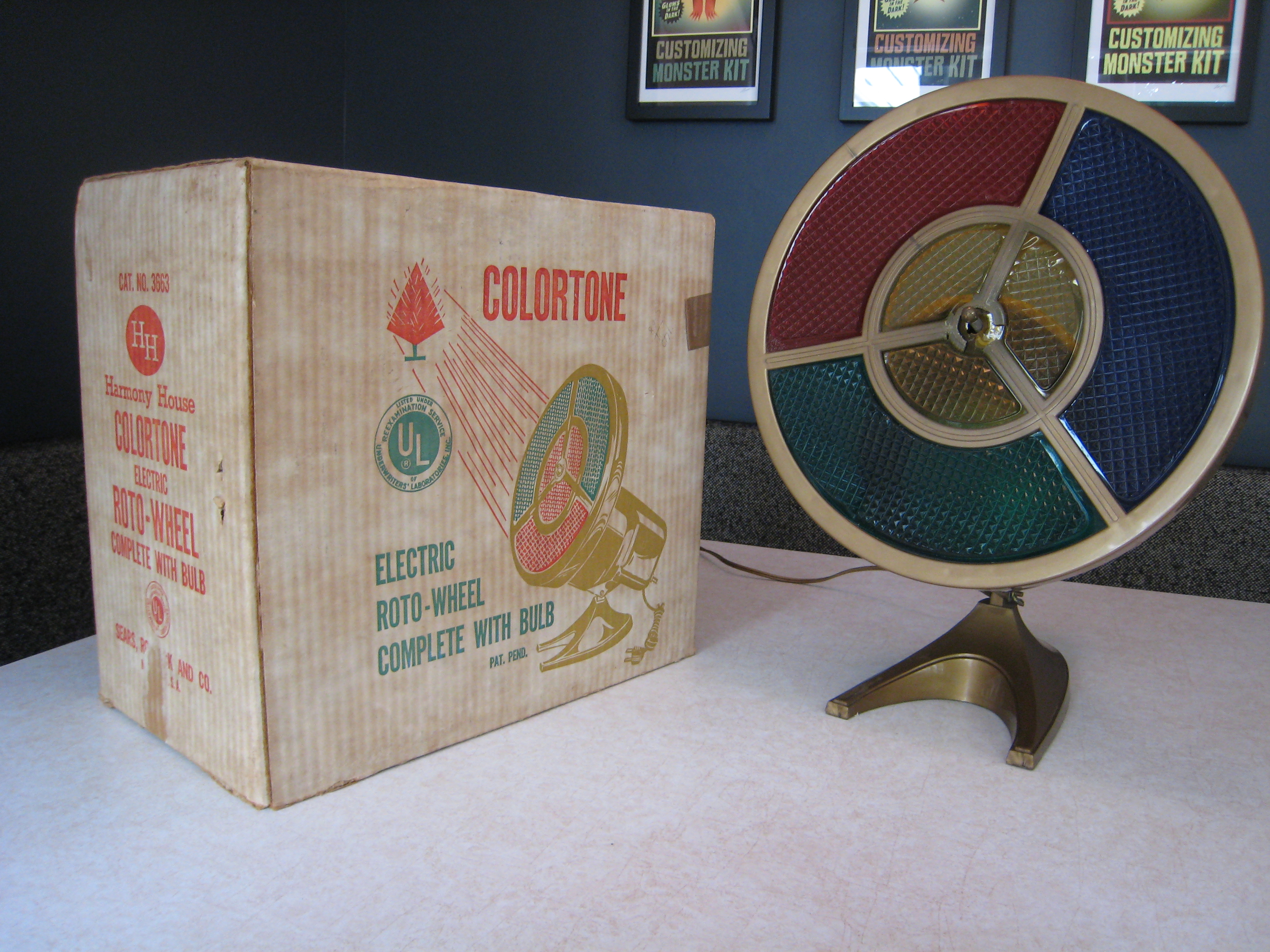
Molti alberi in alluminio usavano una ruota a colori rotante che proiettava la luce colorata attraverso l'albero dal pavimento.

Gli alberi di Natale in alluminio erano costituiti da rami in alluminio fissati a un palo centrale in legno o alluminio. Il palo centrale aveva fori praticati agli angoli, così quando i rami di fogli di alluminio erano fissati creavano una forma ad albero. I rami di fogli di alluminio avevano cuciti anche degli "aghi" di alluminio. Ogni albero richiedeva circa 15 minuti per essere assemblato.
I primi alberi in alluminio non potevano essere illuminati nel modo tradizionale per gli alberi di Natale naturali o altri alberi artificiali. I problemi di sicurezza antincendio impedivano di infilare le luci attraverso i rami dell'albero; avvolgere luci elettriche attraverso un albero di alluminio poteva infatti causare un cortocircuito. Il metodo comune di illuminazione era una "ruota a colori" appoggiata sul pavimento che era posta sotto l'albero. Si trattava di una ruota di plastica trasparente con vari segmenti colorati; quando ruotava, una luce brillava attraverso la plastica trasparente proiettando una serie di colori attraverso i rami metallici dell'albero. A volte questo spettacolo veniva arricchito da un supporto rotante dell'albero di Natale.
Gli alberi di Natale in alluminio sono stati variamente descritti come futuristici o fusi in uno stile che evocava il luccichio dell'era spaziale. Un articolo della rivista Money pubblicato sul sito web della CNN nel 2004 definiva "intelligente" la progettazione di alberi di Natale in alluminio. Lo stesso articolo affermava che una volta superato il loro peso culturale come icone di cattivo gusto, quegli alberi di Natale in alluminio erano in realtà un bell'arredamento. L'atmosfera da era spaziale degli alberi li rendeva particolarmente adatti all'arredamento domestico semplificato del periodo.

## Significato culturale

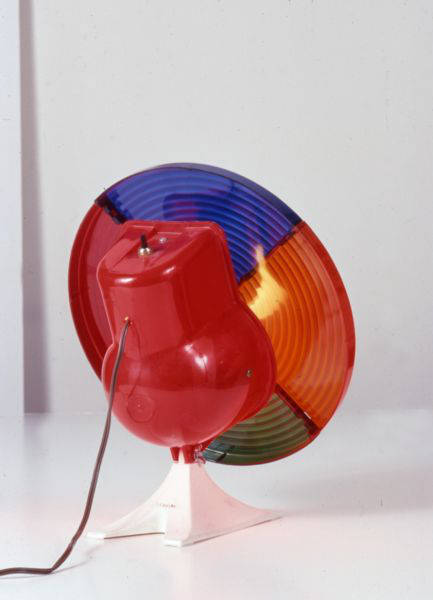
Una ruota a colori da usare con un albero di Natale in alluminio, dalla collezione del Museo dei bambini di Indianapolis.

L'albero di Natale in alluminio fu utilizzato come simbolo della eccessiva commercializzazione del Natale nello speciale delle vacanze dei Peanuts del 1965, Un Natale da Charlie Brown. Il programma è considerato un classico degli speciali natalizi, e la sua menzione dell'albero in alluminio consolidò lo status leggendario dell'albero mentre ne faceva la satira. Nello speciale, Lucy van Pelt implorava Charlie Brown di procurarsi un "grosso, scintillante albero di alluminio... magari dipinto di rosa" per il presepe vivente del gruppo. Charlie Brown lamentava la commercializzazione del Natale e, in un assortimento circondato da molti enormi alberi di alluminio (molto più grandi della maggior parte degli alberi di alluminio dell'epoca), acquistava invece per capriccio un piccolo albero scarno e naturale.
La riemergente popolarità degli alberi di Natale in alluminio ha permesso loro di farsi strada nelle collezioni dei musei. Un esempio è il Museo degli alberi di Natale in alluminio (ufficialmente noto come Museo e centro di ricerca degli alberi di alluminio e degli addobbi stagionali esteticamente svantaggiati). Il museo, situato variamente a Brevard o Asheville, nella Carolina del Nord, è stato definito "pacchiano" da Fodor's nel 2009. Il Museo dei bambini di Indianapolis racchiude un albero di Natale d'epoca e una ruota a colori nelle sue collezioni. Il Museo storico del Wisconsin ha tenuto la mostra 'Tis the Season almeno due volte, presentando una collezione di alberi di Natale d'epoca in alluminio.